# Numb3rs
Numb3rs (também em maiúsculas como NUMB3RS, com a pronúncia Numbers; em Portugal intitulada Núm3ros) é uma série de televisão americana produzida pelos irmãos Ridley Scott e Tony Scott.
Criada por Nicolas Falacci e Cheryl Heuton, foi produzida pela Rede de Televisão Paramount/CBS e levada ao ar pela rede CBS nos Estados Unidos. Também foi exibido pelo canal 5 na Grã-Bretanha, pelo Telecine Action e pela A&E no Brasil. Em Portugal foi transmitida pelo canal FOX Crime e Fox Life.
A série foi a mais popular nas noites de sexta, durante suas primeiras 3 temporadas

## Sinopse
O show é focado igualmente nas relações entre Don Eppes, seu irmão Charlie Eppes e seu pai, Alan Eppes (Judd Hirsch), e na luta dos irmãos contra o crime, normalmente em Los Angeles. Um episódio típico começa com um crime, que é investigado posteriormente por um time de agentes do FBI liderados por Don e matematicamente descritos por Charlie, com a ajuda de Larry Fleinhardt (Peter MacNicol) e/ou Amita Ramanujan (Navi Rawat). Os pensamentos fornecidos pela matemática de Charlie são sempre, de alguma forma, cruciais para a resolução do crime.[carece de fontes?]

## Recepção
Em sua primeira temporada, Numb3rs teve recepção mista por parte da crítica especializada. Com base em 24 avaliações profissionais, alcançou uma pontuação de 53 em 100 no Metacritic.